# Evangelische Bruderschaft Kecharismai

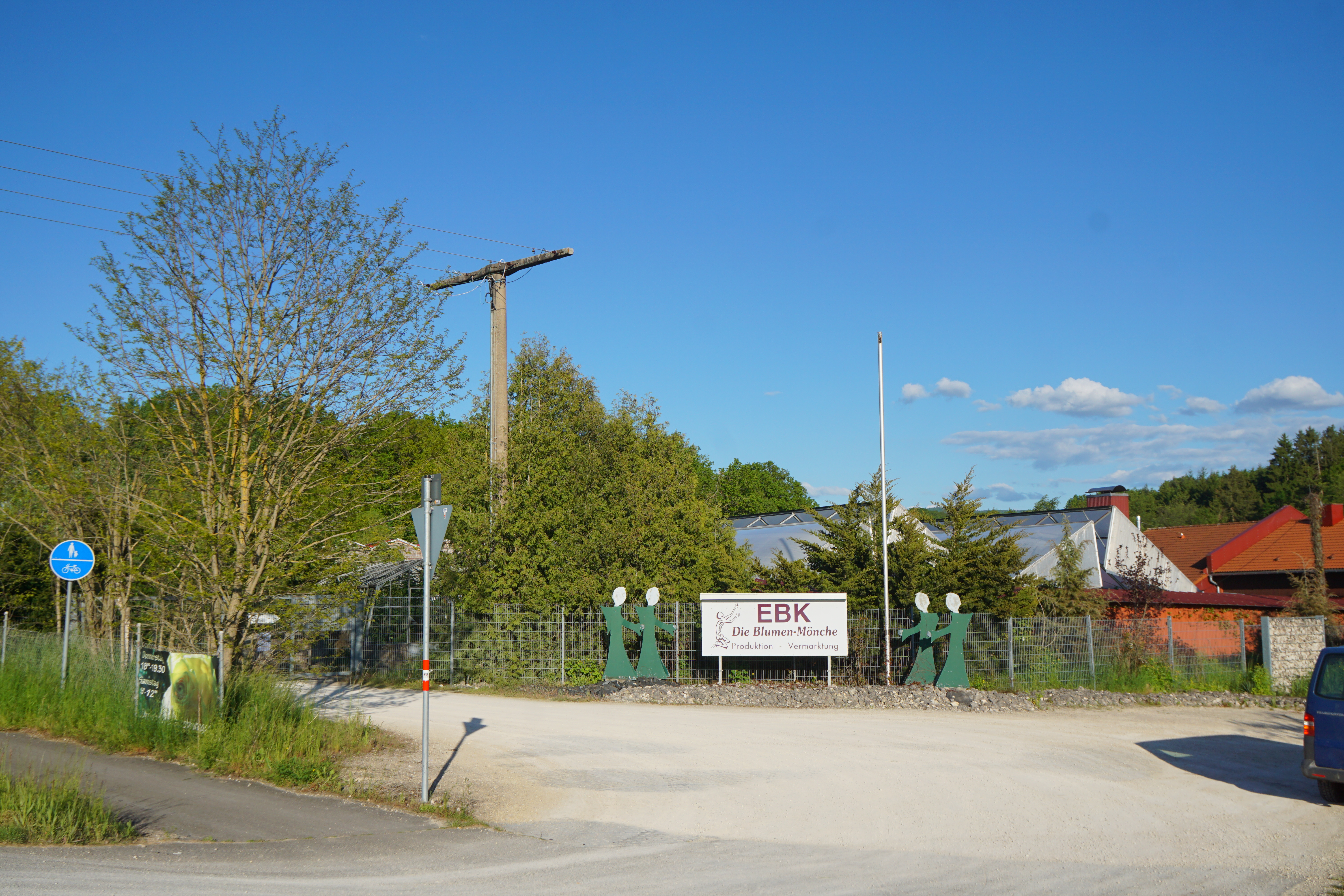
Gärtnereibetrieb der Blumenmönche in Reutlingen-Reicheneck

Die Evangelische Bruderschaft Kecharismai (EBK), auch als „Blumenmönche“ bekannt, ist eine evangelische Kommunität, in Form eines eingetragenen Vereins, innerhalb der Evangelischen Landeskirche in Württemberg. Sie hat ihren Sitz in Dettingen an der Erms, ihre Mitglieder arbeiten überwiegend in der Gartengestaltung, Blumenhandel und eigenen Gartenbaubetrieben.

## Organisation
Die Gemeinschaft zählt 20 Mitglieder und betreibt zwei öffentlich zugängliche Garten-/Parkanlagen: „Garten Eden“ und „Garten der Stille“, und einen Gartenbaubetrieb mit Eigenkultur von Blumen und Pflanzen. Ihre Ware bietet sie in einem Blumenhaus und auf Märkten an. Die Bruderschaft führt und verwaltet ein Alten- und Pflegeheim („Haus der Geborgenheit“) für ca. fünfzig pflegebedürftige Menschen. Sie unterhalten ein Klostercafé und betreiben einen Kulturbetrieb, in dem Konzerte, Schauspiele und Diavorträge angeboten werden. Neben dem täglichen Klostergottesdienst wird auch Kloster auf Zeit angeboten. Ihr Ziel ist die finanzielle Unabhängigkeit, die Arbeitsbereiche dienen der Gemeinschaft zum Lebensunterhalt.

## Spiritualität und Selbstverständnis
Die Kommunitätsmitglieder, die sich als Brüder und Schwestern bezeichnen und ein Ordensgewand tragen, leben nach der benediktinischen Regel: „ora et labora – bete und arbeite“. Das tägliche Gebet, auch außerhalb des drei Mal täglichen Stundengebetes, prägt den Alltag. Ihre Botschaft lautet: „Wir wollen den Menschen Freude an der Natur vermitteln…Die Blumenmönche pflegen die Gärten »aus dem Glauben heraus«, so Bruder Paidoios. Vielleicht liegt darin das Geheimnis der Anziehungskraft beider Gärten, denn wer sie betritt, kann gleich tief durchatmen, kann aufatmen, weil die Luft wunderbar klar ist und am Eingang alles Belastende nahezu abzufallen scheint.“
Die Kommunität versteht ihr gemeinsames Leben von Brüdern und Schwestern als Gegenentwurf zu Familie und Einzelleben. Ihr Lebensprinzip ist die Hingabe zu Gott, der Reichtum des Menschseins und die verbindliche Christusnachfolge. Sie betrachten sich als Bedürftige und Beschenkte und verstehen das Dasein als Bettler als Werksymbol. Der Gartenbau gehört nach ihrer Überzeugung zur Verwirklichung ihrer Berufung. Ihre Spiritualität sehen sie in der geistlichen Linie von Luther über Benedikt bis nach Taizé.

## Großbrand
Am 4. Dezember 2003 fielen einige Einrichtungen einem Großbrand zum Opfer. Am 26. Februar 2005 wurde das wieder aufgebaute Bruderschaftshaus, unter Anteilnahme von mehreren Kommunitäten, eröffnet und eingeweiht.